# Tyra Sydøstfeltet
Tyra Sydøst er et producerende olie- og gasfelt, der ligger i den danske del af Nordsøen, det er fundet i år 1991 og sat i drift i 2002.
Der er 2 olieproduktionsbrønde og 5 gasproduktionsbrønde.
Reservoiret ligger på en dybde af 2050 m i kalksten af Danien og Sen Kridt-alder.
Indtil nu er der produceret 4,193 mio. m3 olie og 9,402 mia. Nm3 gas samt 5,606 mio. m3 vand. Der er ikke injiceret vand eller gas.
Operatør: Mærsk Olie og Gas A/S.
Akkumulerede investeringer 2,51 mia. kr.
55°43′00″N 4°48′00″Ø / 55.7167°N 4.8°Ø